# Eliseu (historiador)
Eliseu (en armeni: Եղիշե), també conegut com a Eliseu Vardapet, és un historiador armeni la vida del qual és relativament poc coneguda. Va nàixer entre el 410 i el 415 i va morir entre el 470 i el 475. És conegut sobretot com l'autor de la Història de Vardan i la Guerra d'Armènia.

## Biografia
Un dels traductors sants més joves i per tant deixeble de Mesrop Maixtots, Eliseu, després dels seus estudis elementals en què va estudiar armeni, grec, persa i siríac, fou enviat (sobretot amb Corium) a completar la seua educació a Alexandria, a l'escola de Ciril I. Va tornar a Armènia el 441 o 442, després de visitar Roma, Atenes i Constantinoble, i entrà al servei de Vardanes II Mamiconi com a secretari personal, fins a la batalla d'Avarair, el 451. Després es va convertir en vardapet i va viure com a ermità fins a la fi dels seus dies.

## Obra
Durant aquest període, va escriure, a petició de David Mamiconi, la Història de Vardan i la Guerra armènia, probablement del 464. Aquesta obra, dividida en tres parts, relata els fets que van tenir lloc a Armènia entre el 428 i el 451, entre la deposició del darrer rei arxakuní, Artaxes IV d'Armènia, i la batalla d'Avarair, que Eliseu afirma haver presenciat; probablement va precedir Llàtzer de Farpe i la seua Història d'Armènia, amb la qual està en gran part d'acord pel que fa a aquest període.
A partir d'aquesta obra, alguns autors han qüestionat el període en què va viure Eliseu. Així, Jean-Pierre Mahé pensa que certs elements demostren en Eliseu un coneixement dels autors del segle vi, i açò el convertiria en un autor posterior que va reprendre principalment les dades de Llàtzer de Farpe.